# Daniel Malescha
Daniel Malescha (* 28. April 1994 in München) ist ein deutscher Volleyball- und Beachvolleyballspieler.

## Karriere Hallenvolleyball
Daniel Malescha begann seine Karriere wie sein älterer Bruder Florian in der Jugend des SV Lohhof, wo er zunächst als Achtjähriger in der Ballspielgruppe aktiv war und 2004 zum Volleyball  kam. 2008 wechselte er zum VC Olympia Kempfenhausen, wo er unter Trainer Peter Meyndt spielte. Nach der Sichtung in der Jugendnationalmannschaft folgte die Saison 2012/13 beim VC Olympia Berlin in der ersten Bundesliga. 2013 wechselte der Diagonalangreifer zur VSG Coburg/Grub. Coburg erreichte in der Saison 2013/14 das Viertelfinale im DVV-Pokal die Pre-Playoffs der Bundesliga. Nach der Saison ging Malescha zum Erstliga-Aufsteiger TSV Herrsching, wo er erneut mit seinem Bruder zusammenspielte. Mit den Herrschingern schied er 2014/15 im Pokal-Achtelfinale gegen Berlin aus und wurde Achter in der Bundesliga. Malescha gab 2015 sein Debüt in der A-Nationalmannschaft. In der Saison 2015/16 unterlag im Pokal-Viertelfinale erneut den Berlinern und erreichte das Playoff-Viertelfinale.
Anschließend wechselte Malescha zum Ligakonkurrenten VfB Friedrichshafen. Mit dem VfB gewann er 2017, 2018 und 2019 den DVV-Pokal, aber in der Bundesliga verlor Friedrichshafen in den drei Jahren jeweils das Playoff-Finale gegen die Berlin Recycling Volleys. Die Berliner besiegten den Konkurrenten auch im Pokal-Viertelfinale 2019/20. Die Liga-Saison wurde abgebrochen, als Friedrichshafen auf dem dritten Platz lag. 2020 ging Malescha zu den United Volleys Frankfurt. Mit den Frankfurtern gewann er 2020/21 erneut den deutschen Pokal und schied im Playoff-Viertelfinale aus. Nach dem Rückzug der United Volleys aus der ersten Liga spielte Malescha bei CS Arcada Galați. Mit dem Verein gewann er 2023 die rumänische Meisterschaft. Anschließend kehrte er zurück in die deutsche Bundesliga zum Meister Berlin Recycling Volleys. Mit den Berlinern gewann er den DVV-Pokal 2023/24 und die deutsche Meisterschaft. In der Saison 2024/25 gelang dem Verein in beiden Wettbewerben die Titelverteidigung. Auch 2025/26 spielt Malescha für Berlin.

## Karriere Beachvolleyball
Auch im Beachvolleyball war Malescha aktiv. 2011 erreichte er bei der U19-Weltmeisterschaft in Umag mit dem Kieler Jenne Hinrichsen einen neunten Platz und wurde mit Wichard Lüdje deutscher U18-Meister. 2014 bildete er mit seinem Bruder Florian Malescha ein Team.